# Lepidoblepharis sanctaemartae
Lepidoblepharis sanctaemartae är en ödleart som beskrevs av  Alexander Grant Ruthven 1916. Lepidoblepharis sanctaemartae ingår i släktet Lepidoblepharis och familjen geckoödlor. IUCN kategoriserar arten globalt som livskraftig. Inga underarter finns listade i Catalogue of Life.